# WrestleMania VII
WrestleMania VII was een pay-per-viewevenement in het professioneel worstelen dat geproduceerd werd door de World Wrestling Federation (WWF). Dit evenement was de 7de editie WrestleMania en vond in het Los Angeles Memorial Sports Arena in Los Angeles op 24 maart 1991.
De hoofd wedstrijd was een één-op-één match voor het WWF Championship tussen de WWF Champion Sgt. Slaughter en Hulk Hogan.

## Matchen
| Nr.                                                                          | Match | Winnaar(s)                                                                   |
| ---------------------------------------------------------------------------- | --- | ---------------------------------------------------------------------------- |
| 1                                                                            | The Rockers (Shawn Michaels en Marty Jannetty) vs. The Barbarian en Haku (met Bobby Heenan) in een Tag team match                                                           | The Rockers                                                                  |
| 2                                                                            | Dino Bravo (met Jimmy Hart) vs. The Texas Tornado in een één-op-één match                                                                                                   | The Texas Tornado                                                            |
| 3                                                                            | The British Bulldog vs. The Warlord (met Slick) in een één-op-één match | The British Bulldog                                                          |
| 4                                                                            | The Hart Foundation (Bret Hart & Jim Neidhart) (c) vs. The Nasty Boys (Brian Knobbs & Jerry Sags) (met Jimmy Hart) in een Tag team match voor het WWF Tag Team Championship | The Nasty Boys (nc)                                                          |
| 5                                                                            | Rick Martel vs. Jake "The Snake" Roberts in een Blindfold match |                                                                              |
| 6                                                                            | Jimmy Snuka vs. The Undertaker (met Paul Bearer) in een één-op-één match | The Undertaker                                                               |
| 7                                                                            | Randy Savage (met Sensational Queen Sherri) vs. The Ultimate Warrior in een Retirement match                                                                                | Ultimate Warrior                                                             |
| 8                                                                            | Demolition (Crush & Smash) (met Mr. Fuji) vs. Tenryu en Kitao in een Tag team match                                                                                         | Tenryu & Kitao                                                               |
| 9                                                                            | Mr. Perfect (c) (met Bobby Heenan) vs. The Big Boss Man voor het WWF Intercontinental Championship                                                                          | The Big Boss Man; diskwalificatie voor Mr. Perfect maar behield wel de titel |
| 10                                                                           | Greg Valentine vs. Earthquake (met Jimmy Hart) in een één-op-één match | Earthquake                                                                   |
| 11                                                                           | The Legion of Doom (Hawk & Animal) vs. Power and Glory (Paul Roma & Hercules) (met Slick) in een Tag team match                                                             | The Legion of Doom                                                           |
| 12                                                                           | Ted DiBiase vs. Virgil (met Roddy Piper) in een één-op-één match met countout                                                                                               | Virgil; door count-out                                                       |
| 13                                                                           | The Mountie (met Jimmy Hart) vs. Tito Santana in een één-op-één match | The Mountie                                                                  |
| 14                                                                           | Sgt. Slaughter (c) (met General Adnan) vs. Hulk Hogan in een één-op-één match voor het WWF Championship                                                                     | Hulk Hogan (nc)                                                              |
| (c) huidige kampioen voor en na de match \| (nc) nieuwe kampioen na de match | |                                                                              |